# 1970er
Portal Geschichte | Portal Biografien | Aktuelle Ereignisse | Jahreskalender | Tagesartikel

◄ |
19. Jh. |
20. Jahrhundert
| 21. Jh.

◄ |
1940er |
1950er |
1960er |
1970er
| 1980er | 1990er | 2000er | ►

1970 |
1971 |
1972 |
1973 |
1974 |
1975 |
1976 |
1977 |
1978 |
1979
Die 1970er-Jahre umfassen die Zeit von Anfang 1970 bis Ende 1979.
Vor allem in der westlichen Geschichtswissenschaft gelten die 70er-Jahre heute als eine Zeit von Krisen, Umbrüchen und Veränderungen. Zu diesem Eindruck tragen nicht zuletzt die beiden Ölpreiskrisen von 1973/74 und 1979 bei sowie das Ende des langen Nachkriegsbooms der westlichen Wirtschaften und die anhaltende Stagflation in einigen Ländern.

## Ereignisse

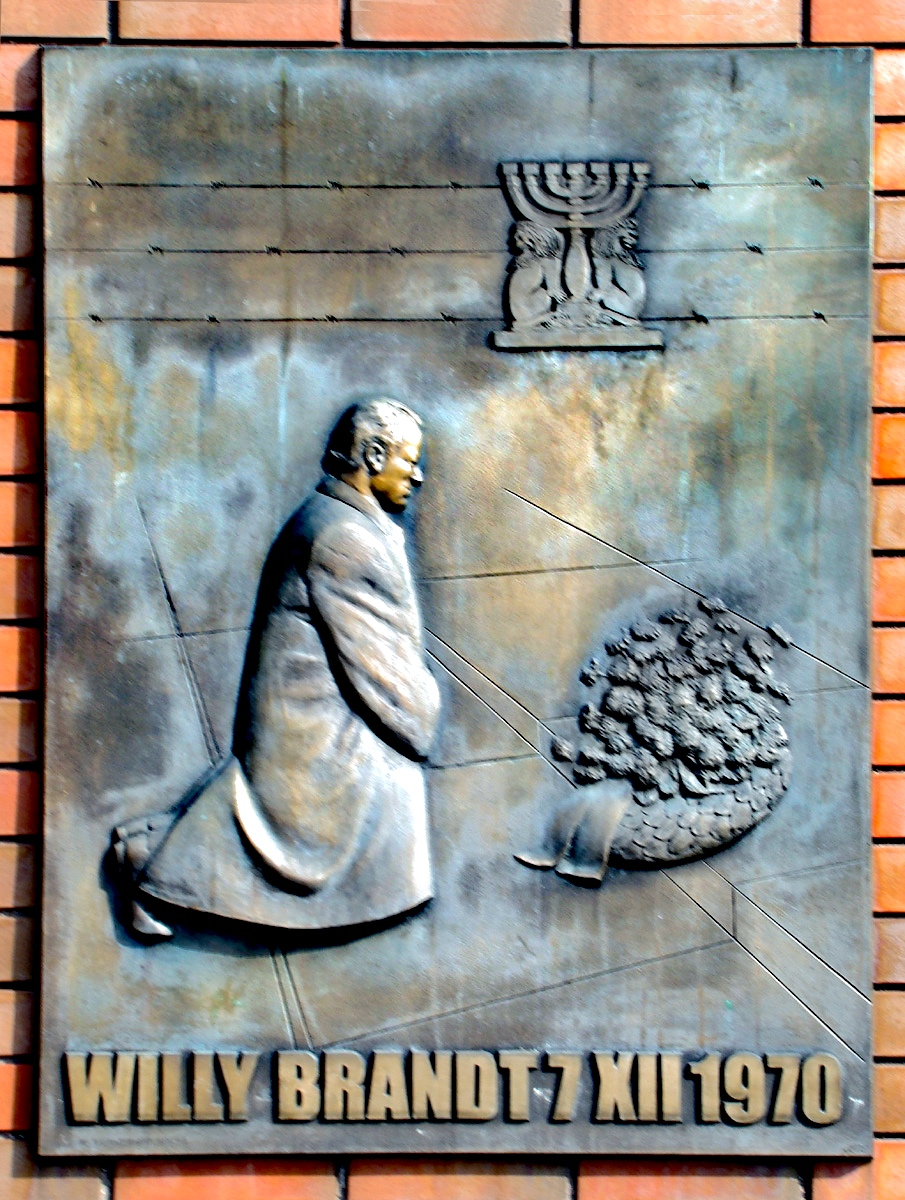
Bronzetafel am Denkmal des Kniefalls

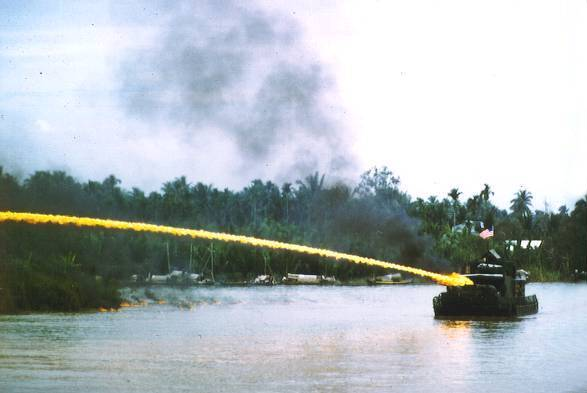
In Vietnam beschießt ein „Zippo Monitor“ das Ufer mit Napalm

- 1970: Kniefall von Warschau – Bundeskanzler Willy Brandt bittet Polen um Vergebung für deutsche Verbrechen im Zweiten Weltkrieg. 1971 erhält Brandt dafür den Friedensnobelpreis.
- 1970/1971: Moskauer und Warschauer Verträge – Anerkennung der Oder-Neiße-Grenze durch die Bundesrepublik Deutschland
- 1971: Bundesliga-Skandal in Westdeutschland (1971–1975)
- 1972: Geiselnahme von München bei den Olympischen Sommerspielen
- 1972: Gescheitertes Konstruktives Misstrauensvotum der CDU im Deutschen Bundestag und Neuwahl
- 1972: Richard Nixon wird bei den Präsidentenwahlen in den USA mit dem zweitbesten Ergebnis der Geschichte bestätigt.
- 1973, 1. Januar: Das Vereinigte Königreich, Irland und Dänemark treten der Europäischen Wirtschaftsgemeinschaft bei. Aus der Gemeinschaft der Sechs wird die „EG-9“; speziell in Großbritannien redet man meist vom “common market”.
- 1973: Ölkrise im Herbst, ausgelöst von einigen arabischen Staaten anlässlich eines arabisch-israelischen Krieges. Autofreie (Sonn-)Tage
- 1974: Watergate-Affäre: Rücktritt Richard Nixons
- 1974: Guillaume-Affäre: Rücktritt Willy Brandts
- 1974: Erste Fußballweltmeisterschaft in Deutschland
- 1975: Ende des Vietnamkriegs
- 1975: Geiselnahme im Wiener OPEC-Hauptgebäude
- 1975: Mit einem Anschlag auf einen Bus in Ost-Beirut beginnt der Libanesische Bürgerkrieg
- 1976: Erster G7-Gipfel
- 1977: Rote Armee Fraktion: Deutscher Herbst
- 1978: Israelisch-ägyptischer Friedensvertrag 1978/1979, siehe auch Nahostkonflikt
- 1978: Der polnische Kardinal Karol Wojtyła wird Papst – Johannes Paul II.
- 1978: Die Islamische Revolution führt zum Ende der Monarchie im Iran
- 1979: NATO-Doppelbeschluss
- Die Gemeindereform reduziert die Zahl der Einzelgemeinden im Gebiet der Bundesrepublik Deutschland um zwei Drittel. Sie ist in der Mitte des Jahrzehnts offiziell abgeschlossen.
- Der Außenwert der Deutschen Mark steigt erheblich: Musste man für einen US-Dollar 1970 noch mehr als 3,50 DM berappen, sank der Preis zum Ende des Jahrzehnts unter 2 DM (siehe Wechselkurs).
- Ende der 1970er: Entstehung der Partei Die Grünen, Umweltschutzbewegungen und Atomausstieggruppen
- Für die Unruhe und Spannungen in der katholischen Kirche im Jahrzehnt nach dem Vaticanum stehen Erzbischof Lefebvre und die Kontroverse, die Hans Küng mit seiner Schrift Unfehlbar? Eine Anfrage lostrat
- Hochphase der westeuropäischen Sozialdemokratie

## Kulturgeschichte

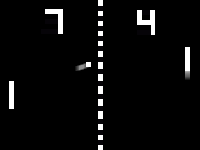
Pong, das erste kommerzielle Videospiel (1972)

- Hippies, dann Neue Soziale Bewegungen, Friedensbewegung, Anti-Atomkraft-Bewegung, Demonstrationen z. B. beim Kernkraftwerk Brokdorf
- Hortense von Gelmini wird erste deutsche Dirigentin eines Symphonieorchesters
- Bhagwan
- Europa (Label)
- Jesus-People
- Playback Theater
- Progressive Rock
- Punk
- Radio Dreyeckland
- Rasterfahndung
- Schulmädchen-Report
- Emma
- Wir Kinder vom Bahnhof Zoo
- MAD-Magazin mit neuem Chefredakteur Herbert Feuerstein
- Zack (Comicmagazin; 1972 bis 1980)
- Peepshows

### Technik

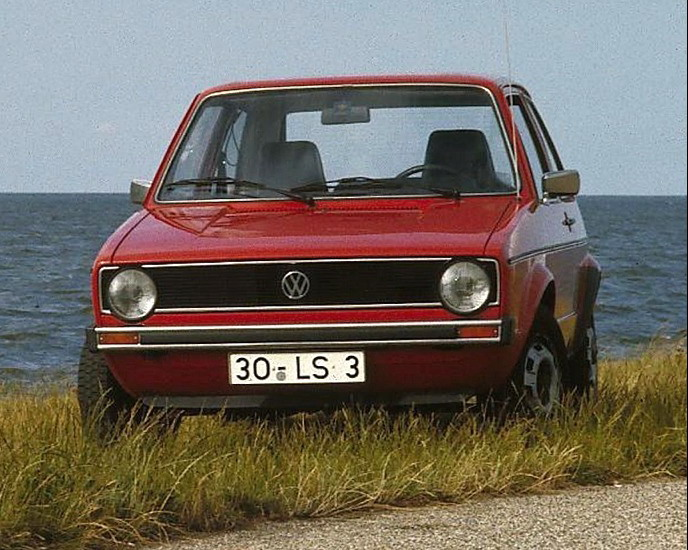
VW Golf I

- Beginn der Personal-Computer-Ära mit der Gründung von Firmen wie Apple, Microsoft u. a.
- Die erste Generation der Videospiele beginnt mit Konsolen wie z. B. Fairchild Channel F oder Atari 2600.
- Pong (Videospiel), Etch A Sketch
- Werner Stengel entwickelt zusammen mit Anton Schwarzkopf den ersten risikofrei fahrbaren Looping.
- Variabel nutzbare Kompaktwagen mit großer Heckklappe wie der VW Golf definieren nach der Ölkrise eine neue Fahrzeugklasse.
- Einweihung des Neuen Elbtunnels 1975

#### Deutschsprachige Beiträge
- Heinz G. Konsalik: Wer stirbt schon gerne unter Palmen
- Johannes Mario Simmel: Und Jimmy ging zum Regenbogen
- Max Frisch: Wilhelm Tell für die Schule
- Lothar-Günther Buchheim: Das Boot

#### Internationale Beiträge
- David Gerrold: Zeitmaschinen gehen anders
- Dee Brown: Begrabt mein Herz an der Biegung des Flusses
- Iris Murdoch: Das Meer, das Meer
- James Clavell: Shogun
- John Berger: G.
- J. R. R. Tolkien: Der Herr der Ringe (Band 2 + 3)
- Nadine Gordimer: Der Besitzer
- Paul Scott: Nachspiel
- Stephen King: Carrie

#### Kinder- und Jugendliteratur
- Christine Nöstlinger: Maikäfer flieg!
- Elfie Donnelly: Servus Opa, sagte ich leise
- Janosch: Oh, wie schön ist Panama
- Katherine Paterson: Puppenspieler und Banditen
- Michael Ende: Die unendliche Geschichte
- Michael Ende: Momo
- Otfried Preußler: Krabat
- Paul Maar: Eine Woche voller Samstage

### Fernsehen
| - Tatort - Polizeiruf 110 - PS – Geschichten ums Auto - Sesamstraße - Die Muppet Show | - Rappelkiste - Dalli Dalli - Am laufenden Band - Der heiße Draht - Wünsch Dir was - Der Große Preis | - Quincy - Unsere kleine Farm - Monty Python’s Flying Circus - Fawlty Towers - Die Straßen von San Francisco | - Kojak - Columbo - Der Seewolf - Einmal im Leben – Geschichte eines Eigenheims - Je später der Abend |

### Film

#### Einzelbeiträge international
| - Apocalypse Now - Taxi Driver - Clockwork Orange - Star Wars - 18 Stunden bis zur Ewigkeit - Der weiße Hai - Chinatown - Alien - Lautlos im Weltraum - Unheimliche Begegnung der dritten Art | - Flucht in die Zukunft - The Rocky Horror Picture Show - Das Leben des Brian - Achterbahn - Extrablatt - Frenzy - Ein Mann sieht rot - Familiengrab - Nashville - Pat Garrett jagt Billy the Kid | - Der Mann, der König sein wollte - Die Brücke von Arnheim - Picknick am Valentinstag - Wenn die Gondeln Trauer tragen - Crazies - Der rosarote Panther Teil 3–5 - Harold und Maude - Eine Frau unter Einfluß - Alice lebt hier nicht mehr - Hexenkessel | - Der Dialog - Der Spiegel - Amarcord - Willkommen Mr. Chance - Der letzte Tango in Paris - Die amerikanische Nacht - Providence - I wie Ikarus - Der Mann, der vom Himmel fiel - Vier Fäuste für ein Halleluja - James Bond 007 – Der Spion, der mich liebte |

#### Einzelbeiträge im deutschsprachigen Raum
| - Angst essen Seele auf - Warum läuft Herr R. Amok? - Berlin Alexanderplatz - Deutschland im Herbst - KLK an PTX – Die Rote Kapelle - Drei Haselnüsse für Aschenbrödel | - Die Ehe der Maria Braun - Schulmädchen-Report: Was Eltern nicht für möglich halten - Das Millionenspiel - Smog - Goya - Nelken in Aspik | - Aguirre – der Zorn Gottes - Jeder für sich und Gott gegen alle - Nosferatu – Phantom der Nacht - Grün ist die Heide - Der Mann, der nach der Oma kam - Sieben Sommersprossen | - Jakob der Lügner - Rocker - Tatort: Reifezeugnis - Unser Willi ist der Beste - Die Legende von Paul und Paula |

#### Oscar-Gewinner (Bester Film)
- 1970: Asphalt-Cowboy
- 1971: Patton – Rebell in Uniform
- 1972: Brennpunkt Brooklyn
- 1973: Der Pate
- 1974: Der Clou
- 1975: Der Pate II
- 1976: Einer flog über das Kuckucksnest
- 1977: Rocky
- 1978: Der Stadtneurotiker
- 1979: Die durch die Hölle gehen

#### Goldene Palme bei den Filmfestspielen von Cannes
- 1970: MASH
- 1971: Der Mittler
- 1972: Der Fall Mattei und Der Weg der Arbeiterklasse ins Paradies
- 1973: Botschaft für Lady Franklin und Asphalt-Blüten
- 1974: Der Dialog
- 1975: Chronik der Jahre der Glut
- 1976: Taxi Driver
- 1977: Padre Padrone – Mein Vater, mein Herr
- 1978: Der Holzschuhbaum
- 1979: Apocalypse Now und Die Blechtrommel

#### Filmgenre
- Aufklärungsfilm
- Report-Film
- Kung-Fu-Film

#### Sonstiges
- Kommunales Kino
- Midnight Movie

### Musik
- Berliner Schule
- Disco
- Funk
- Glam Rock
- Hard Rock
- Krautrock
- Minimal Music
- New Wave
- Progressive Rock
- Punk
- Schlager

#### Musikstars der 1970er

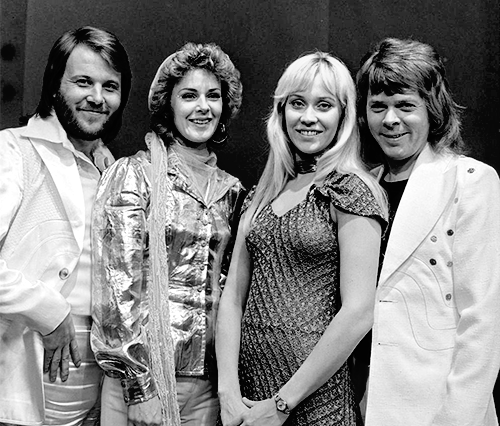
ABBA
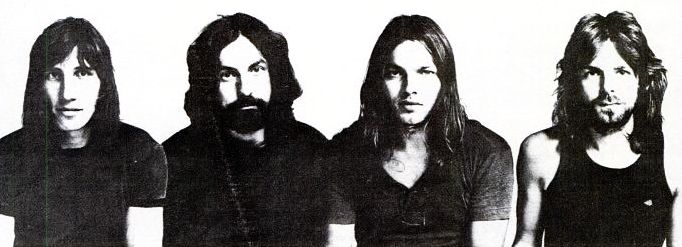
Pink Floyd
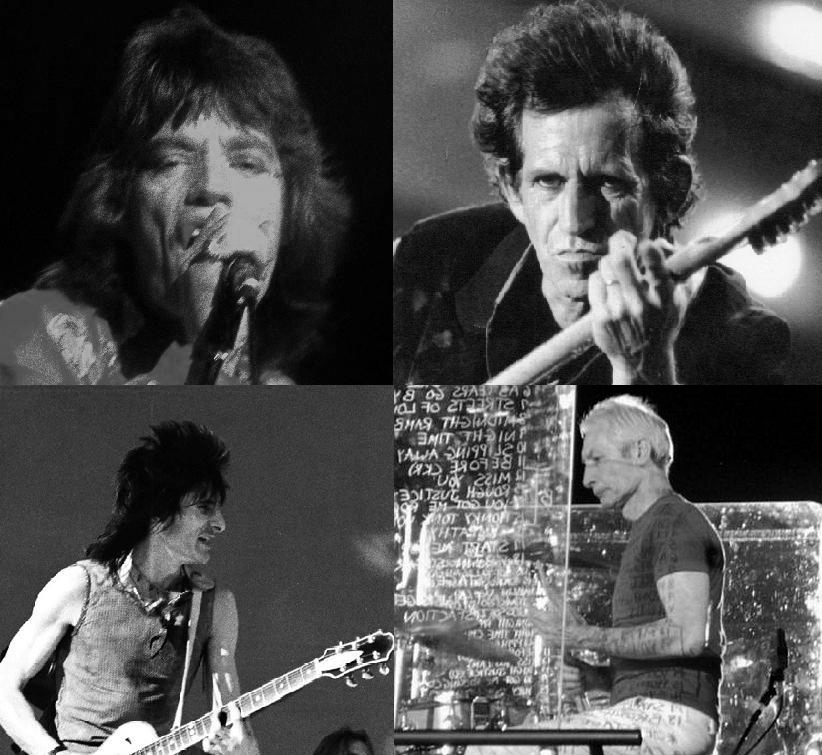
The Rolling Stones
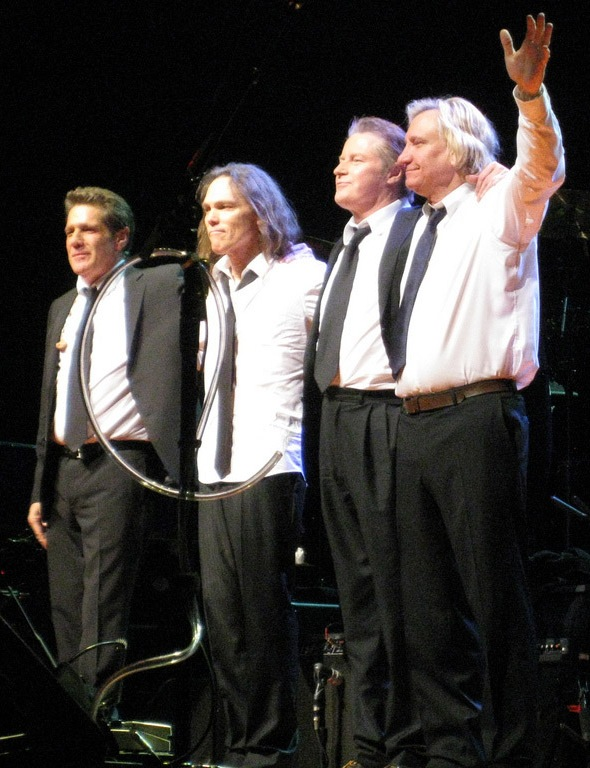
The Eagles
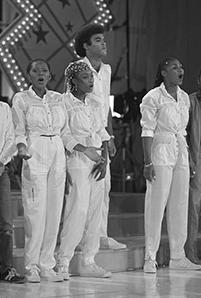
Boney M.
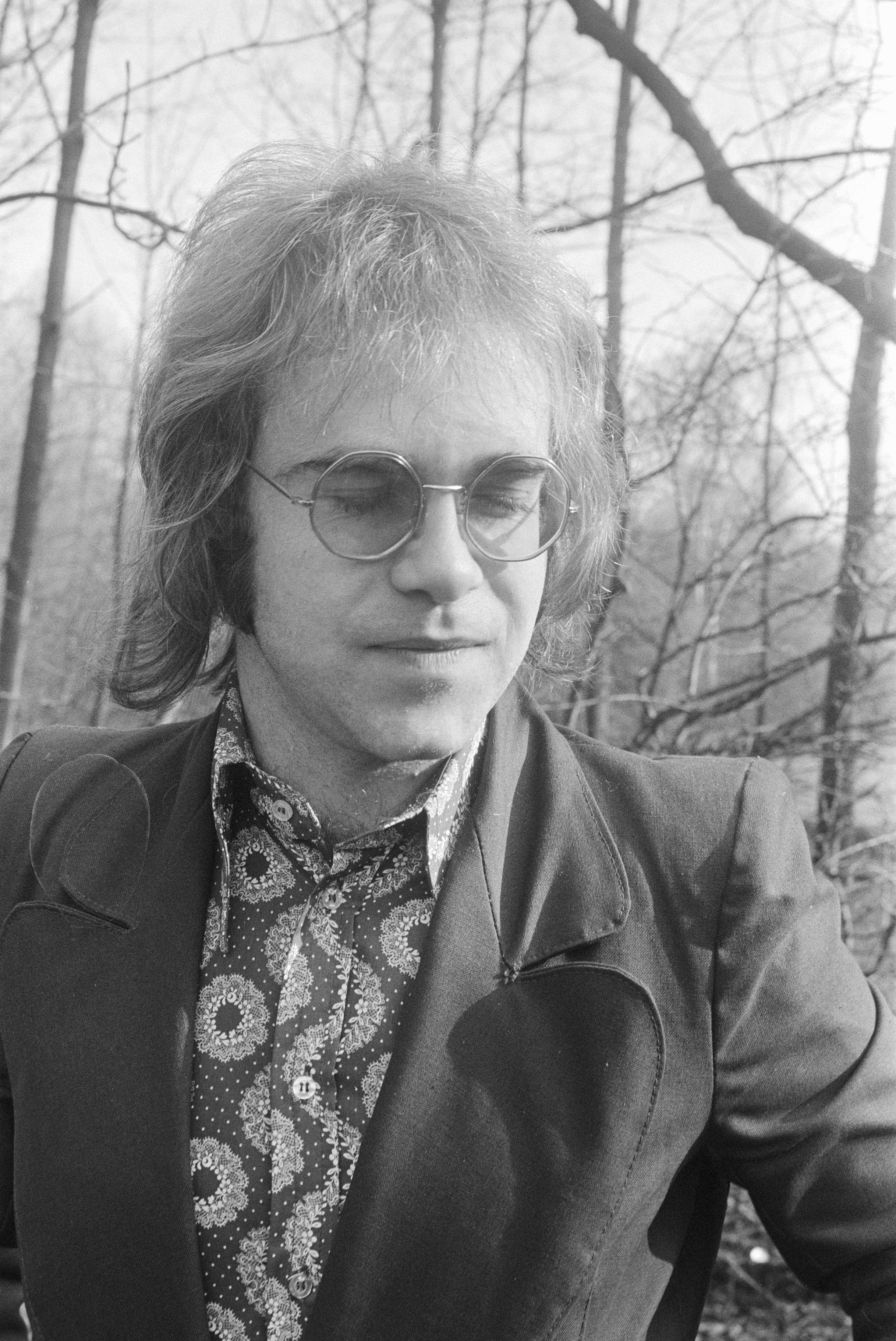
Elton John
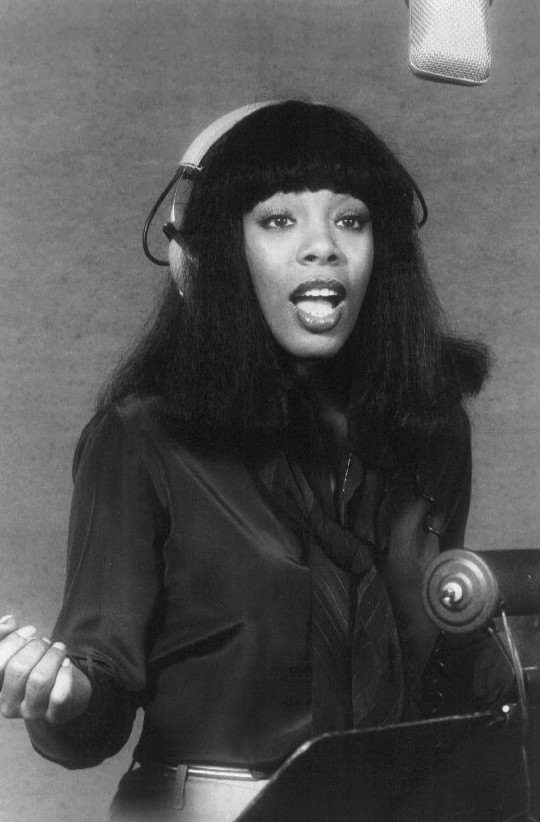
Donna Summer
Deep Purple
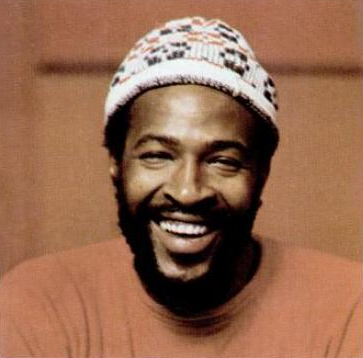
Marvin Gaye
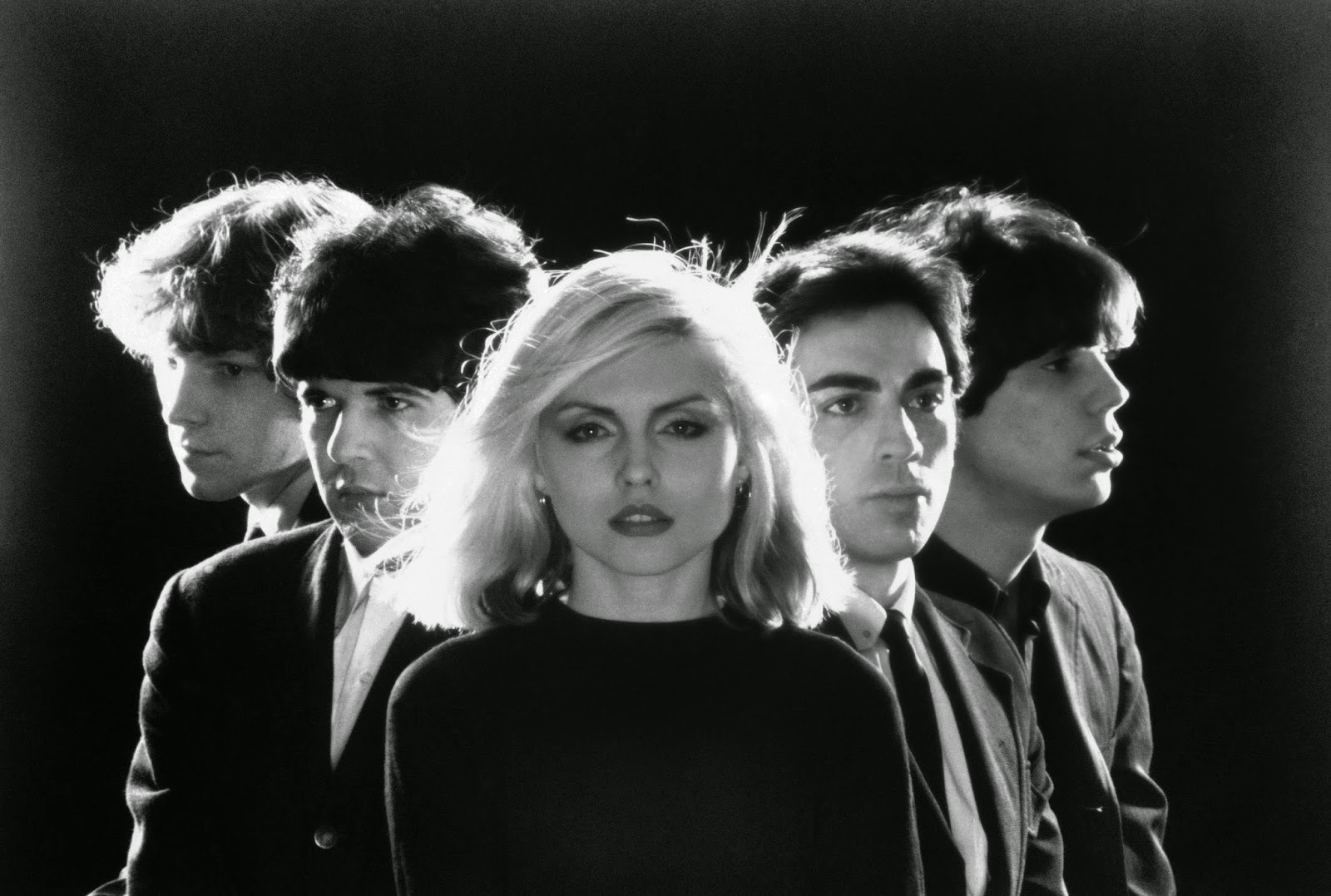
Blondie
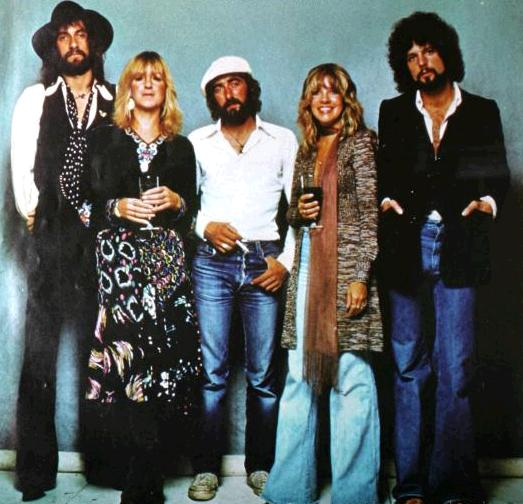
Fleetwood Mac
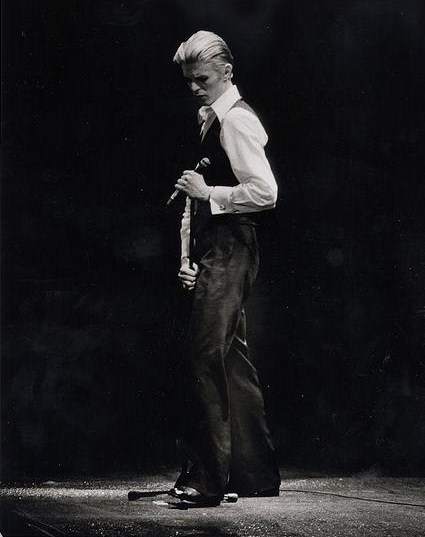
David Bowie
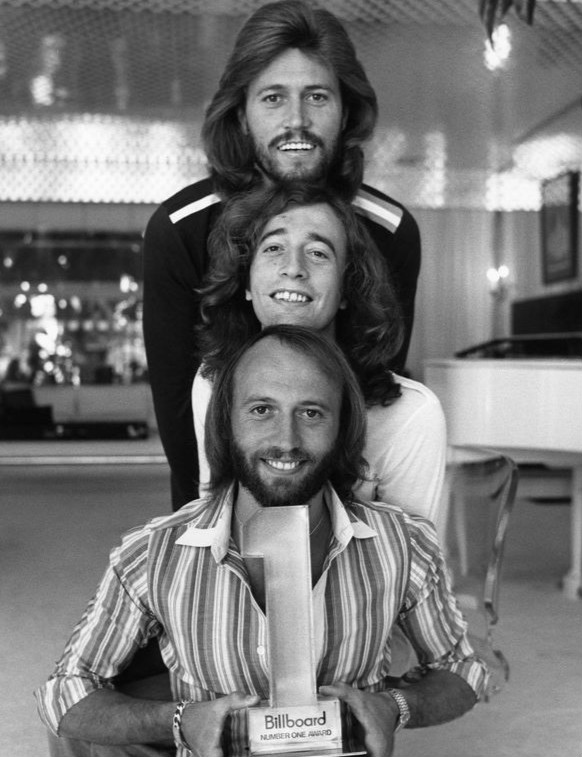
Bee Gees
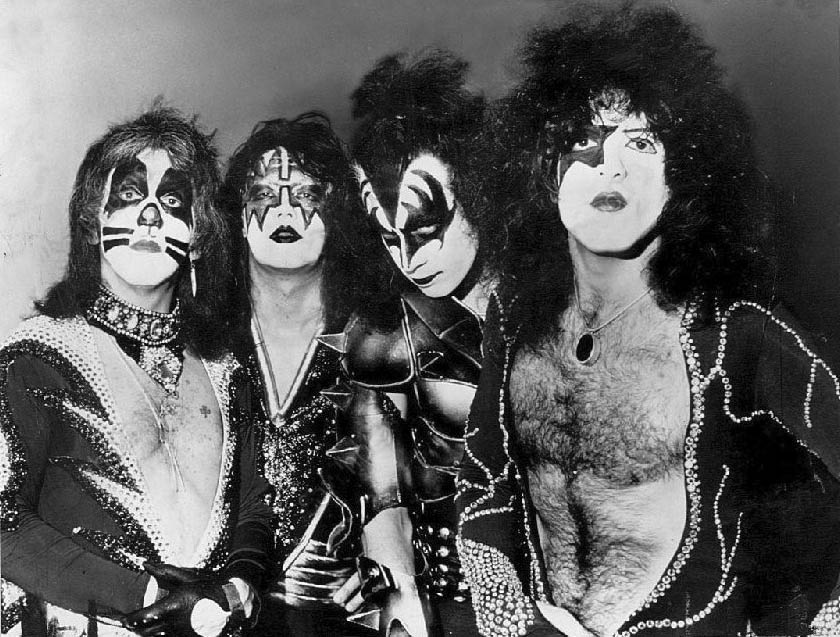
Kiss

#### Ereignisse
- Am 10. April 1970 gaben The Beatles ihre Auflösung bekannt.
- Die Deutsche Phono-Akademie wurde am 27. September 1973 gegründet; der Bundesverband der Phonographischen Wirtschaft verlieh ab 1975 in Deutschland die Goldene Schallplatte.
- Ab 1974 entstand mit der Discomusik ein neues Genre, das typisch für das Lebensgefühl der damaligen Zeit war und bis heute Kultstatus hat.

#### Relevante Veröffentlichungen

##### Lieder
(ausgewählt vom Rolling Stone)
- Layla, Derek and the Dominos
- Bridge over Troubled Water, Simon & Garfunkel
- Imagine, John Lennon
- What’s Going On, Marvin Gaye
- Let’s Stay Together, Al Green
- Stairway to Heaven, Led Zeppelin
- No Woman, No Cry, Bob Marley and the Wailing Wailers
- Born to Run, Bruce Springsteen
- Hotel California, Eagles
- Heroes, David Bowie
- Anarchy in the U. K., Sex Pistols
- Redemption Song, Bob Marley
- London Calling, The Clash
- Dancing Queen, ABBA

##### Alben
- Eric Clapton: Slowhand
- Led Zeppelin: Led Zeppelin IV
- Black Sabbath: Master of Reality
- Ton Steine Scherben: Keine Macht für Niemand
- Genesis: Foxtrot
- Pink Floyd: The Dark Side of the Moon
- Frank Zappa: Over-Nite Sensation
- Kraftwerk: Autobahn
- Bruce Springsteen: Born to Run
- Queen: A Night at the Opera
- Sex Pistols: Never Mind the Bollocks, Here’s the Sex Pistols
- The Clash: London Calling
- AC/DC: Highway to Hell
- ABBA: Arrival
- Deep Purple: Deep Purple In Rock / Machine Head

#### Einzelbeiträge international
| - ABBA - AC/DC - Aerosmith - Barry White - Bay City Rollers - Bee Gees - Black Sabbath - Bob Marley and the Wailing Wailers - Boney M. - David Bowie | - Deep Purple - Diana Ross - Emerson, Lake and Palmer - Frank Zappa - Genesis - The Jackson Five - James Brown - Jethro Tull - Kiss - Led Zeppelin | - Melanie - Middle of the Road - Pink Floyd - Queen - Ramones - The Rolling Stones - Roxy Music - The Runaways - Sailor - Sex Pistols | - Slade - Smokie - Status Quo - The Sweet - T. Rex - Uriah Heep - Village People - War - Wings |

#### Einzelbeiträge deutschsprachige Länder

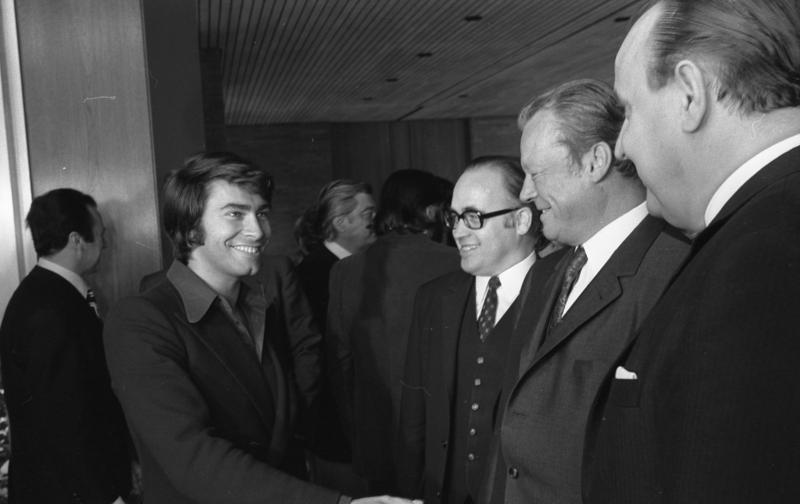
Willy Brandt empfängt Roy Black, 1971

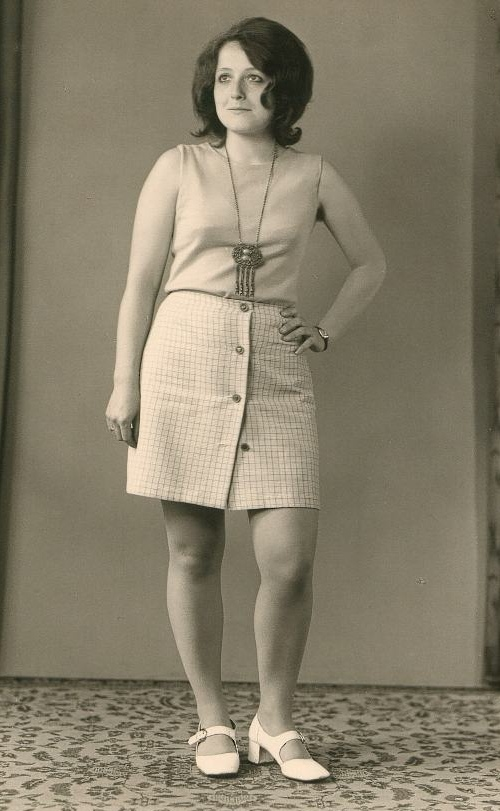
Typische Mode der frühen 1970er Jahre

- Gert Wilden
- Howard Carpendale
- Insterburg & Co.
- James Last
- Karel Gott
- Katja Ebstein
- Kraftwerk
- The Les Humphries Singers
- Reinhard Mey
- Roy Black
- Ton Steine Scherben
- Udo Jürgens

### Mode und Design
- Langhaarfrisuren bei Männern
- Bart, Koteletten
- Minirock
- Parka
- Holzclogs
- Plateauschuhe, z. T. auch bei Männern
- Schlaghosen
- Hot Pants
- Afghane, Modehund
- Große bunte Muster sind z. B. bei Kleidung und Tapeten verbreitet. Auch Autos/Geräte werden bunter. Orange ist eine beliebte Farbe.
- Möbel aus Kunststoff (oft sehr farbig) werden populär. Gegen Ende des Jahrzehnts flacht die Welle ab.

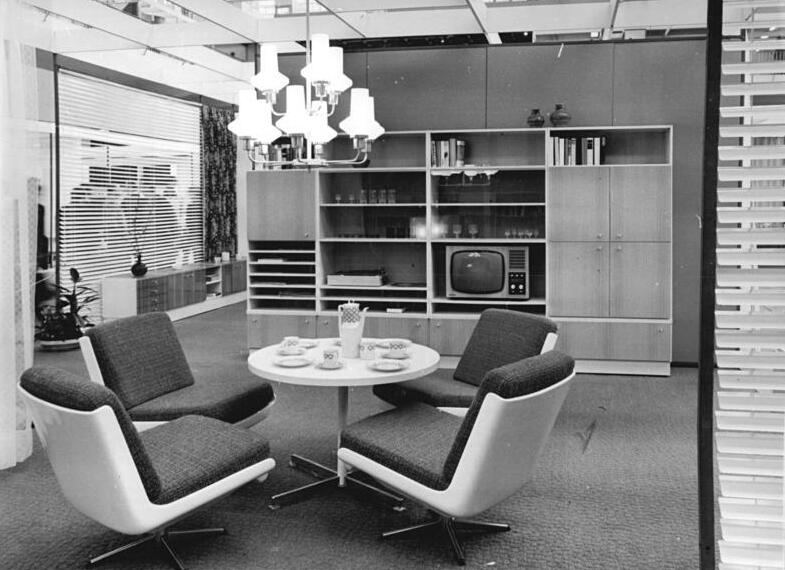
Wohnzimmer im Jahr 1971

### Sonstiges
- Bonanzarad
- Flokatiteppich
- Lavalampe
- Räucherstäbchen
- Römertopf

### Bildbeschreibung

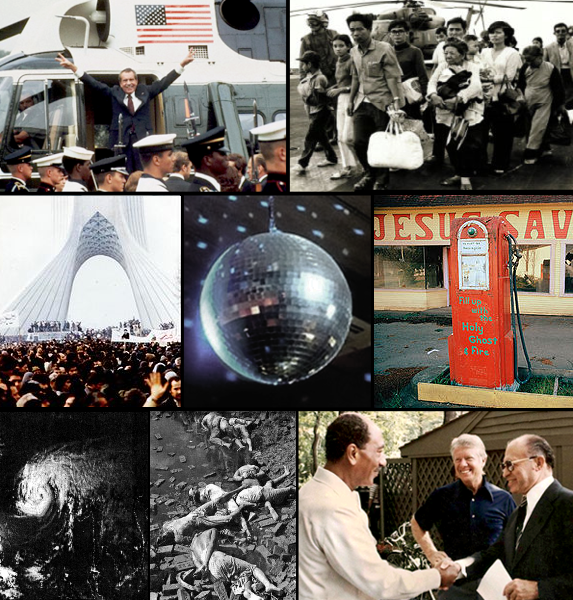
Bilder aus den siebziger Jahren

Auf diesem Bild ist folgendes zu sehen (zeilenweise von links nach rechts):
1. Richard Nixon verlässt am 9. August 1974 Washington, D.C. nach seinem Rücktritt im Zuge der Watergate-Affäre
2. Der Fall von Saigon am Ende des Vietnamkrieges
3. Die Iranische Revolution von 1979 (die Islamische Revolution) führt zum Sturz von Mohammad Reza Pahlavi
4. Discomusik ist populär
5. Symbolisches Bild für die „Ölkrise“ von 1973, siehe bei Ölpreiskrise
6. Dem Zyklon Bhola vom 12. November 1970 fallen mehrere hunderttausend Menschen zum Opfer
7. Unterzeichnung des Camp-David-Abkommens 1978

## Personen (Auswahl)

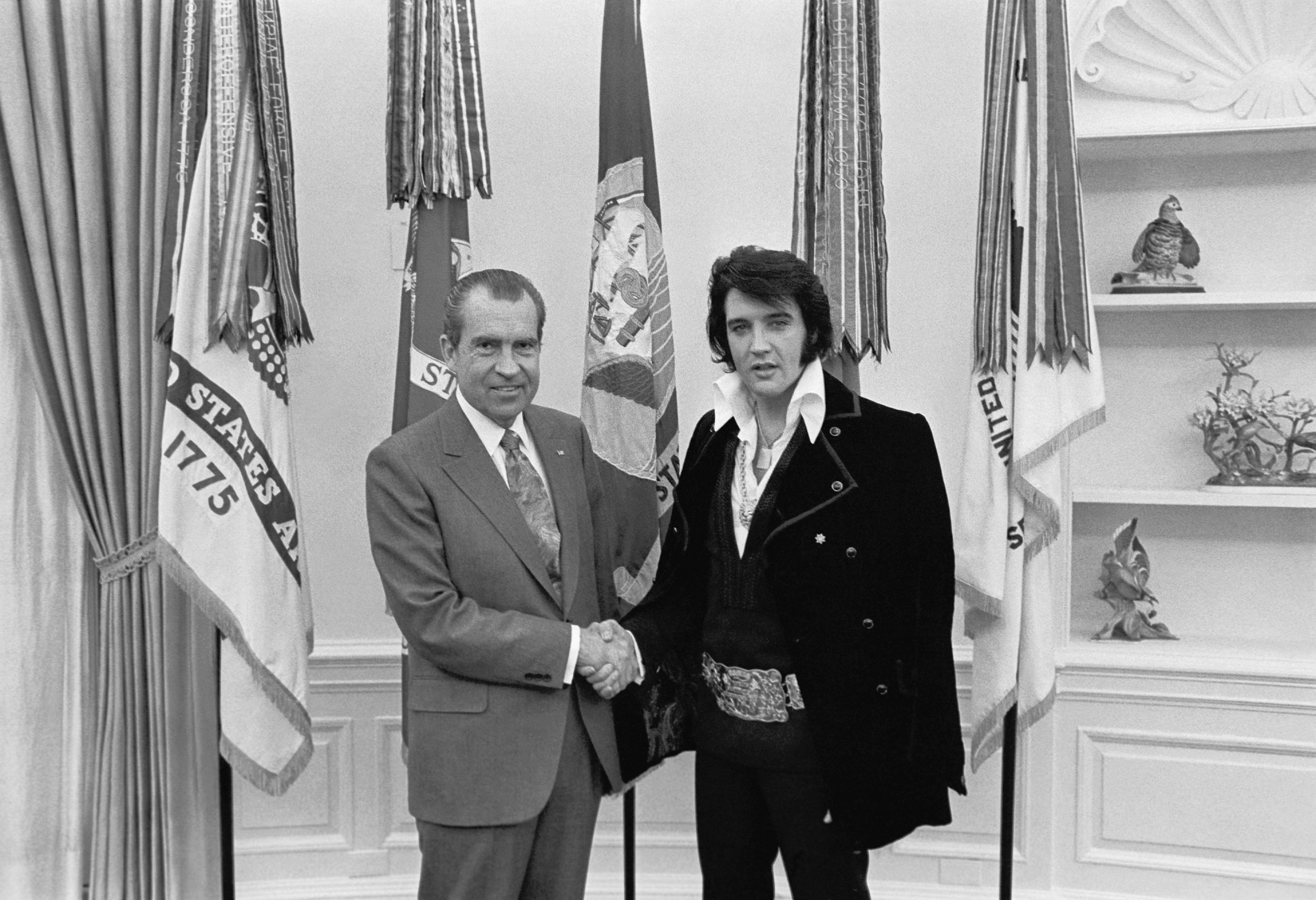
Richard Nixon und Elvis Presley

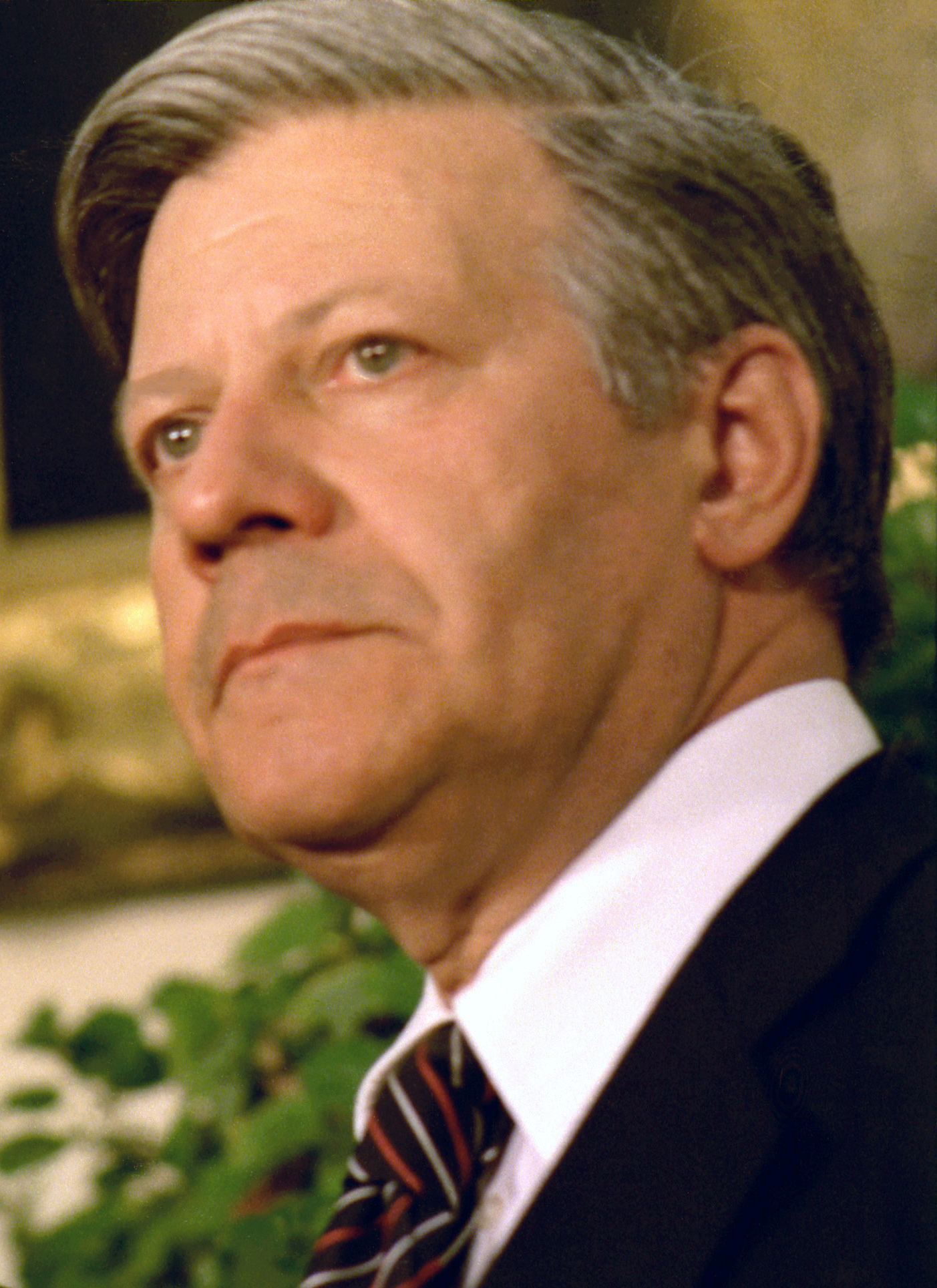
Helmut Schmidt

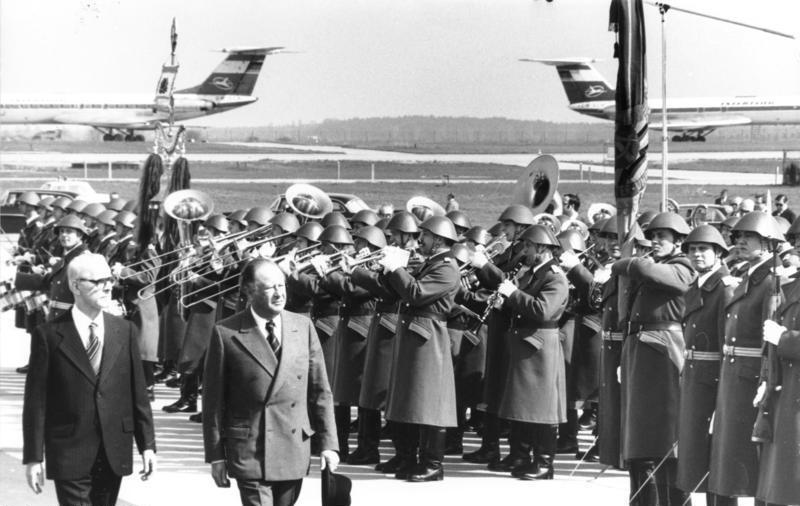
Bruno Kreisky in der DDR, 1978

### Politik
| - Salvador Allende - Juan Velasco Alvarado - Prinzessin Anne - Jassir Arafat - Hafiz al-Assad - Menachem Begin - Francisco Morales Bermúdez - Jean-Bédel Bokassa - Willy Brandt - Leonid Iljitsch Breschnew - Juan Carlos I. - Karl Carstens - Jimmy Carter - Fidel Castro - Gerald Ford | - Francisco Franco - Indira Gandhi - Valéry Giscard d’Estaing - Muammar al-Gaddafi - Hua Guofeng - Gustav Heinemann - Erich Honecker - Chiang Kai-shek - Ruhollah Chomeini - Bruno Kreisky - Ulrike Meinhof - Aldo Moro - Gamal Abdel Nasser - Richard Nixon - Olof Palme | - Augusto Pinochet - Anwar as-Sadat - Walter Scheel - Saddam Hussein - Hanns Martin Schleyer - Helmut Schmidt - Haile Selassie - Mobutu Sese Seko - Willi Stoph - Margaret Thatcher - Walter Ulbricht - Deng Xiaoping - Mao Zedong - Kim Il-sung |

### Kunst und Kultur
| - Pina Bausch - Joseph Beuys - Heinrich Böll - James Brown - David Bowie - Eric Burdon - Tina Charles - Cher - Patrice Chéreau - Alice Cooper - Bing Crosby - Bob Dylan - Frank Farian - Bobby Fischer | - Rainer Werner Fassbinder - Aretha Franklin - George Harrison - Dan Hartman - Bob Hope - Elton John - John Lennon - Udo Lindenberg - Bob Marley - Paul McCartney - Penny McLean - Liz Mitchell - Jim Morrison - Gabriel García Marquez | - Pablo Picasso - Elvis Presley - Rio Reiser - Romy Schneider - Frank Sinatra - Ringo Starr - Cat Stevens - Donna Summer - John Travolta - François Truffaut - Loudon Wainwright III - John Wayne - Barry White |